# Аплербек
Аплербек (нем. Aplerbeck) — бывшая деревня в Германии, впервые упомянутая в документах в 899 году. С 1929 года он является пригородом (нем. Ortsteil) Дортмунда в Рурском районе Северного Рейна-Вестфалии, располагаясь на юго-востоке города. Река Эмшер, приток Рура, пересекает Аплербек.
Согласно преданию из «Золотой легенды» Аплербек является местом, где в VII веке были убиты два Эвальда, признанных христианскими мучениками. В Аплербеке, расположенном в Рурской области, были развиты горное дело и тяжёлая промышленность. Начавшийся из-за этого рост населения в XIX веке привёл к строительству в Аплербеке городской ратуши и большой церкви. Психиатрический госпиталь регионального значения, основанный в 1890 году, до сих пор функционирует и известен как LWL-Klinik Dortmund.

## История

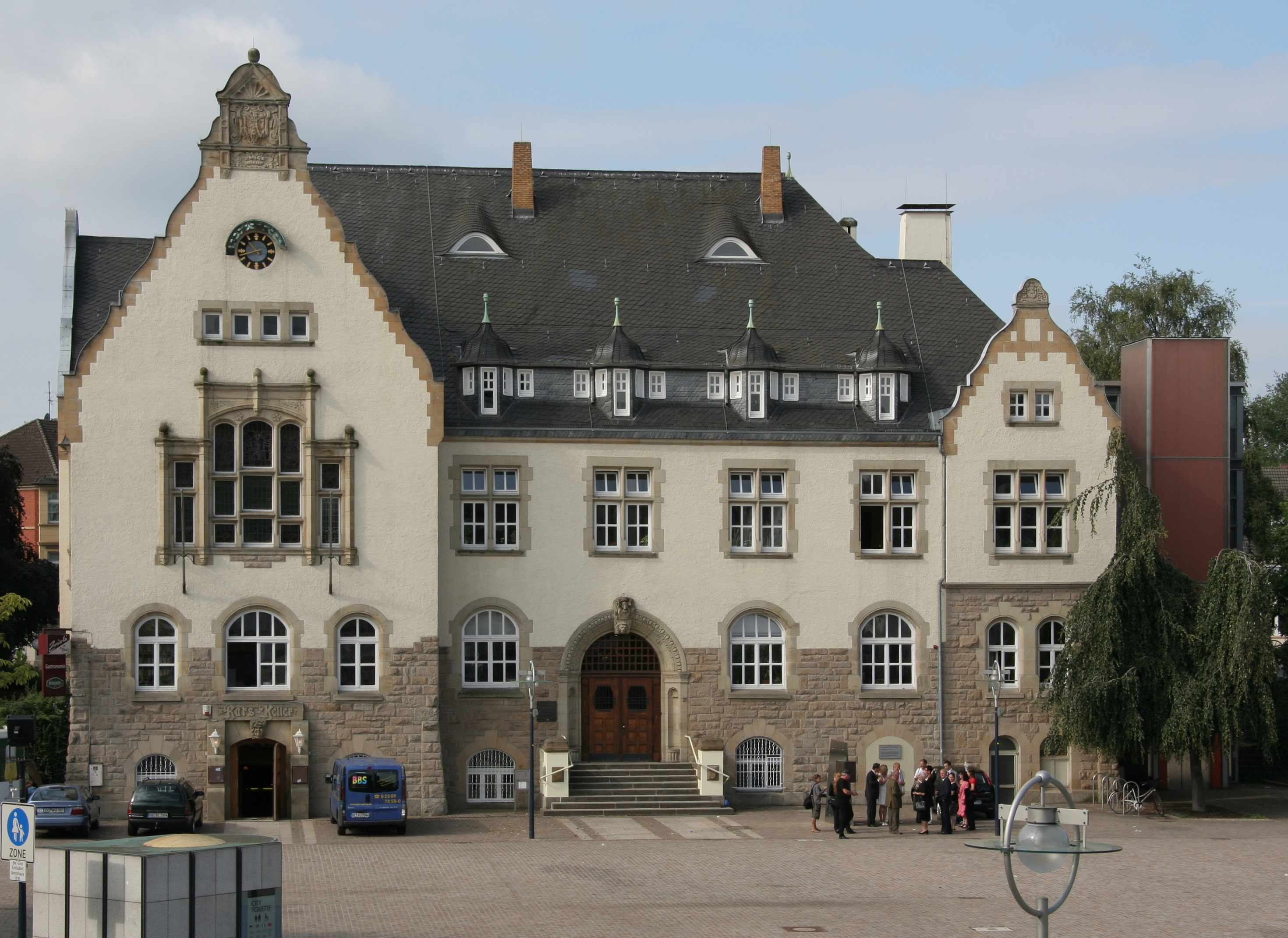
Ратуша.

Первым документом, упоминающий Аплербек, был учредительный документ (нем. Stiftungsurkunde) 899 года: в нём упоминался топоним из слов, переводимых  как "яблоко" и "крик". Согласно сочинению «Золотая легенда», два миссионера, два Эвальда, были убиты около Аплербека в VII веке местными язычниками.
С началом индустриализации в шахте в Аплербеке велась добыча угля. В 1855 году Аплербек был соединен железной дорогой Кельнско-Минденской железнодорожной компании. В 1862 году в Аплербеке был основан сталелитейный завод Aplerbecker Hütte.
В 1890 году власти Пруссии выбрали Аплербек в качестве места для новой психиатрической клиники для обслуживания Рурской области. Для этого была приобретена бывшая ферма, чтобы пациенты могли быть заняты в сельском хозяйстве. В 1904 году больница получила название Вестфальская провинциальная лечебница Аплербек (нем. Westfälische Provinzial-Heilanstalt Aplerbeck), она была рассчитана на 660 пациентов.
Ратуша Аплербека (нем. Amtshaus Aplerbeck) была построена в 1906-1907 годах по проекту архитектора Вильгельма Штрикера. Завод Aplerbecker Hütte был закрыт в 1925 году, а Аплербек стал частью Дортмунда 1 августа 1929 года.
Во время правления нацистов евреи Алпербека были депортированы, лишь 30 из 120 в 1933 году смогли эмигрировать. Были стерилизованы около 340 пациентов психиатрической клиники. В 1941 году 95 пациентов были перевезены в Адамар и убиты.

## Религия

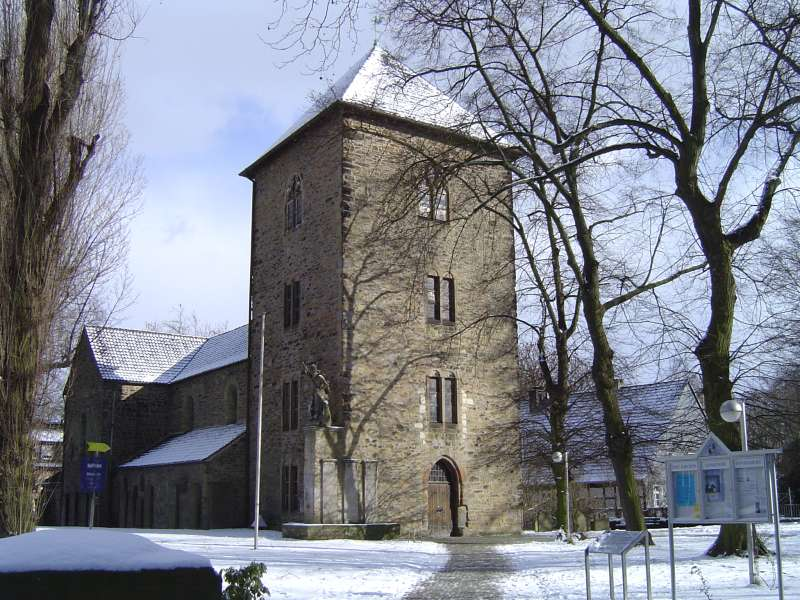
Церковь Святого Георга.

Церковь Святого Георга, построенная в романском стиле, впервые упоминается в документах 1147 года, но, вероятно, базируется на старом здании примерно IX века. Реформация достигла Аплербека в 1570 году. С ростом индустриализации стала необходима более вместительная церковь, в результате в 1867-1869 годах была возведена Большая церковь Аплербека, выполненная в неоготическом стиле по проекту немецкого архитектора Кристиана Хайдена. Со временем Церковь Святого Георга стала мало использоваться и пришла в плохое состояние. В 1963 году она была реконструирована и ныне является основным местом для протестантских служб в Аплербеке, в то время как Большая церковь часто используется для проведения концертов. 
Люди польского происхождения, поселившиеся в Аплербеке, нуждались в католической церкви, которая была построена по проекту Августа Карла Ланге и освящена 21 декабря 1880 года. Она получила имя двух Эвальдов. После Второй мировой войны эта церковь стала слишком маленькой для растущей общины и была заменена в 1971 году новым зданием.

## Уроженцы
- Вильгельм Франц Канарис (1887–1945), адмирал[1]
- Пауль Гребнер (1871–1933), ботаник